# Mädchenkantorei Basel
Die Mädchenkantorei Basel (MKB) ist ein Schweizer Mädchenchor, der sich seit 1991 über die Region Basel und die Schweiz hinaus einen Namen als Chorschule und Konzertchor gemacht hat.
Hinter den Chorauftritten der Mädchenkantorei steht eine Chorschule, in die Mädchen ab vier Jahren eintreten können. Auf fünf Stufen werden sie altersgerecht durch die musikalische Leiterin Marina Niedel und weitere Fachpersonen gefördert. Im Eltern-Kind-Singen können zudem bereits Kinder ab 6 Monaten erste musikalische Erfahrungen machen. Das Vokalensemble Bordoni steht jungen Frauen als Basler Frauenchor offen.
Ziele sind die Freude am Singen, der Kontakt mit musikalisch anspruchsvoller Chorliteratur aus unterschiedlichen Stilen, die Vermittlung von vertieften Kenntnissen der Musik und die Förderung von Talent und Können. Der Chor tritt sowohl als Ganzes auf wie auch in Einzelkonzerten der Stufen oder in Co-Produktionen.
Pro Jahr finden zwei Hauptkonzerte in der Region Basel statt. Zusätzlich gibt es regelmässig Konzerte und Projekte in Zusammenarbeit mit dem Theater Basel, dem Sinfonieorchester Basel und mit Basler Chören sowie kleinere Auftritte (z. B. Gottesdienste) mit Teilen des Chores. Zudem werden Konzertreisen im In- und Ausland durchgeführt, auch auf Einladung von Festivals (u. a. Lucerne Festival, Murten Classics). Die MKB ist fester Bestandteil und Host des Europäischen Jugendchorfestivals in Basel.
Die Mädchenkantorei Basel ist Initiatorin des Netzwerks Mädchenchöre Deutschland Österreich Schweiz, Mitglied in der Schweizerischen Chorvereinigung, bei der Schweizerischen Föderation Europa Cantat, FrauenBasel und in der European Choral Association.
Die Mädchenkantorei Basel steht unter dem Patronat der Gesellschaft für das Gute und Gemeinnützige Basel (GGG). Sie wird ausserdem getragen durch Mitgliederbeiträge und Subventionen der öffentlichen Hand.

## Chorstufen

### Eltern-Kind-Singen • ab 6 Monaten
Das Eltern-Kind-Singen findet in Zusammenarbeit mit der Knabenkantorei Basel statt und steht Buben und Mädchen offen. In Gemeinschaft erleben die Kinder spielerisch, angeleitet durch eine erfahrene Sängerin und Musikpädagogin, Klang, Stimme und Rhythmus. Mit allen Sinnen kommen die Kleinsten zusammen mit ihren Eltern oder Grosseltern mit ihrer eigenen Stimme in Berührung.

### Frühkurs • ab 4 Jahren
Der Frühkurs bietet Mädchen ab 4 Jahren die Möglichkeit, die Grundlagen der Musik und das Singen auf spielerische Art und Weise zu entdecken. In Liedern und Spielen werden die Kinder an die Musik und den Chorgesang herangeführt, wobei die Stimme in Kombination mit Bewegung eine wichtige Rolle spielt. Kleine Auftritte sollen den Sängerinnen die Möglichkeit geben, das Erlernte einem Publikum zu präsentieren.

### Vorkurs • ab 6 Jahren
Im Vorkurs werden die Mädchen in spielerischer Form an das Singen und die Musik herangeführt, und es werden erste Erfahrungen im mehrstimmigen Chorgesang gemacht. Die jungen Sängerinnen studieren kleine Programmteile ein, die sie an Konzerten aufführen.

### Chor I • ab 8 Jahren
Neben dem Singen in der Gruppe und dem kontinuierlichen Erarbeiten von Mehrstimmigkeit erfahren die Mädchen die Grundlagen der Musiklehre. Bei kleinen Auftritten werden Erfahrungen im Umgang mit dem Vorsingen und der Begegnung mit dem Publikum gesammelt. Die Sängerinnen erhalten Einzel-Stimmbildung, treten zusammen mit anderen Chorstufen auf und nehmen an Theateraufführungen teil.

### Chor II • ab 11 Jahren
Das Ziel der zweiten Stufe der Chorschule ist – neben der Einführung in den gehobenen, mehrstimmigen Chorgesang und den Konzerten – eine gezielte Förderung und ein Aufbau des gesanglichen Könnens durch Solfège (u. a. Rhythmus-Schulung, Gehörbildung) und Einzel-Stimmbildung. Die Sängerinnen treten alleine und zusammen mit den anderen Chorstufen sowie bei Theaterproduktionen auf und nehmen an Chorwochenenden, Lagern und Konzertreisen teil.

### Konzertchor • ab 14 Jahren
Solfège und Einzel-Stimmbildung werden hier weitergeführt. Auch die Sängerinnen des Konzertchors nehmen an Theaterproduktionen, Chor-Weekends und Lagern teil. Das Einstudieren von anspruchsvoller Chorliteratur in unterschiedlichen Stilen führt zu konzertanten oder szenischen Auftritten und Teilnahmen an Festivals und Konzertreisen im In- und Ausland. Alle Mädchen müssen eine Eintrittsprüfung bestehen.

### Ensemble Bordoni • ab 18 Jahren
Für erfahrene Sängerinnen ab 18 Jahren bietet das Vokalensemble nach bestandener Eintrittsprüfung die Möglichkeit, das Repertoire der Frauenchorliteratur zu erweitern und sich auch solistisch weiterzuentwickeln. Gute Kenntnisse in Musiklehre und Prima-Vista-Singen sowie die Fähigkeit zum Selbststudium werden vorausgesetzt. Die Sängerinnen erhalten weiterhin Einzelstimmbildung, und es werden Konzerte im In- und Ausland sowie Projekte mit dem Konzertchor angestrebt.

## Leitung
Geschäftsführerin ist Lucia Chen.

### Marina Niedel
Marina Niedel ist seit 2014 ist sie künstlerische Leiterin der Mädchenkantorei Basel und des „Stimm-Werk“, der Chorschule des ABV Konstanz.
Sie studierte Schulmusik an der Musikhochschule Trossingen mit Hauptfach Gesang bei Mechthild Bach, Chorleitung bei Manfred Schreier und Germanistik an der Universität Tübingen.
Sie ist als Chorleiterin im Raum Konstanz und der Schweiz tätig, dabei stellen die Bereiche Kinderchor, Kinderstimmbildung und Kirchenmusik einen besonderen Schwerpunkt dar.
Sie arbeitet regelmäßig mit namhaften internationalen Dirigenten und Ensembles zusammen, unter anderem mit Dennis Russel Davies, Hans-Christoph Rademann, Eric Nielsen, Südwestdeutsche Philharmonie Konstanz, Basel Sinfonietta, Sinfonieorchester Basel, Raschèr Saxophone Quartet.
Als Mitglied in verschiedenen Vokalensembles widmet sie sich vorwiegend der Musik des 17. und 18. Jahrhunderts und als Referentin und Dozentin dem Bereich der Kinder- und Jugendchorleitung.